# Golf Naselje
Golf Naselje (in serbo Голф насеље?) è un quartiere urbano della capitale serba di Belgrado. Si trova nel comune di Čukarica a Belgrado.

## Posizione
Il quartiere si trova a sei chilometri dal centro di Belgrado e confina a nord ed a est con Košutnjak, a sud con l'insediamento Sunčana Padina e a ovest con Banovi Brdo.

## Caratteristiche
Il quartiere prende il nome dall'omonimo ristorante presente nel suo territorio.
Nelle immediate vicinanze del quartiere si trova il centro sportivo Košutnjak, lo stadio della squadra di calcio Čukarički, il bosco Košutnjak, la scuola elementare Banović Strahinja, la casa Zdravlja Banovo brdo e molte altre strutture artigianali, commerciali e di servizio.

### Ristorante Golf
Prima della nascita del quartiere, intorno al 1930, sulla cima del bosco di Košutnjak fu costruito un ristorante. Esso venne progettato da Dragiša Brašovan come edificio rustico con cantina, piano terra e soppalco. La facciata principale, rivolta verso il giardino, venne costituita da cinque grandi aperture arcuate e vetrate. Quella centrale funge da porta tra il salone invernale e il giardino estivo. L'ingresso principale al ristorante venne realizzato su un lato dell'edificio.
Nel 1936 intorno al ristorante furono costruiti dei campi da golf, che diedero il nome al locale. Le buche erano nove e gli ambasciatori stranieri lo consideravano i percorsi “tra i più belli d'Europa”. L'iniziativa per il complesso golfistico, che comprendeva la costruzione del Golf Club, venne dal Principe reggente di Jugoslavia, Paolo Karađorđević.
In seguito alla seconda guerra mondiale, l'edificio fu restaurato nel 1946. Originariamente era utilizzato come struttura per le vacanze e il recupero dei bambini e come ristorante. La sede doveva essere liquidata e fu rilevata dalla Camera di Gestione dell'Ospitalità che la adattò a struttura di formazione pre-servizio per la Scuola di Master nel 1955. Crescendo il numero degli studenti, all'edificio furono annesse 3 aule, 18 stanze e il grande salone che prosegue nel terrazzo. Nel 1960 fu rinominata Scuola Alberghiera e nel 1963 divenne parte del Centro Educativo Alberghiero. Nel 1975 gli studenti furono trasferiti dal collegio di Zeleni Venac al ristorante, ma nel 1978 la scuola si trasferì completamente dal ristorante, che continuò come scuola alberghiera.

## Società
Golf Naselje è ufficialmente un sottoquartiere di Banovi Brdo.

### Evoluzione demografica
Abitanti censiti

## Trasporti
Il quartiere è raggiungibile con le seguenti linee di trasporto pubblico (GSP):
- Linea 23: Vidikovac - Karaburma 2;[4]
- Linea 52: Cerak Vinogradi - Zeleni Venac;[5]
- Linea 57: Banovo Brdo - Naselje Golf - Banovo Brdo;[6]